# Krustistel
Krustistel (Carduus crispus) är en växtart i familjen korgblommiga växter. 

## Bygdemål
| Namn     | Trakt              | Förklaring                        | Referens |
| -------- | ------------------ | --------------------------------- | -------- |
|          |                    |                                   |          |
| Ljotkall | Dalarna (Älvdalen) | Ljot betyder ful, stygg på dalmål | [ 1 ]    |